# 전지적 독자 시점
《전지적 독자 시점》은 싱숑이 지은 웹소설이다. 문피아에서 2018년 1월 6일부터 2020년 2월 2일까지 연재되었고, 총 551화로 외전을 제외한 본편이 완결되었다. 현재 네이버 시리즈에서도 감상할 수 있다. 그리고 웹툰으로 만들어져서 네이버 웹툰으로 매주 수요일에 연재하고 있는 중이다. 2023년 2월 15일부터 문피아에서 외전이 연재되고 있다.

## 개요
작가 '싱숑'이 집필한 대한민국의 판타지 웹소설이다.
소설은 2018년 1월 6일에 문피아에서 연재를 시작해 2020년 2월 2일에 완결되었다. 총 551화로 본편이 완결되었으며, 네이버 시리즈에서도 감상할 수 있다. 그리고 웹툰으로 만들어져서 네이버 웹툰으로 매주 수요일에 연재하고 있는 중이다.

## 줄거리
이건, 내가 아는 그 전개다

어느 때와 같이 주인공 '김독자'는 퇴근길 지하철에서 인터넷 소설을 읽으며 퇴근길 지하철에 올라 있었다. 그러다 갑자기, 지하철이 급정거하였고, 앞에서 한 생명체가 나타났다. 하얀 털, 우뚝 솟은 뿔. 너무나도 익숙했던 광경이 김독자의 눈앞에 펼쳐지고 있었다. "이건, 내가 아는 그 전개다"

## 등장인물

### 김독자
작품의 주인공. 유료화가 시작되기 이전 '미노 소프트'의 계약직이었다. 인터넷 플랫폼에서 연재되던 '멸살법(멸망한 세계에서 살아남는 세 가지 방법)'이라는 소설을 끝까지 읽은 유일한 독자이며, 유료화로 인해 세계가 소설로 변한 이후 침착하게 대응하며 성좌의 자리까지 오르게 된다.김독자 컴퍼니의 대표.
(안 못생겼는데 못생겼다고 억까 당한다.)

### 유중혁
김독자가 읽던 '멸살법(멸망한 세계에서 살아남는 세 가지 방법)'이라는 소설의 주인공이다.
말로 설명할 수 없는 수려한 외모와 탄탄한 몸매를 지녔고 멸살법의 미의 기준이다. 회귀자라는 점을 이용하여 미래를 알 수 있다.
그러나 뜻대로 되지 않으면 회귀하려고 하는 생각을 가지고 있다.(적어도 3회차 이후부터 1863회차이다)
개복치라는 별명을 가지고 있다.(김독자에게서)

### 유상아
김독자의 회사 동료였다. 평소 책을 많이 읽고 공부를 열심히 하여 화려한 스펙을 쌓았다. 유료화로 인해 지금껏 쌓은 것들이 모두 무용지물이 된 후 새로운 세계에 적응하는 데 있어 어려움을 겪는다. 그러나 이 어려움을 극복하고 엄청난 배후성을 가지게 된다.

### 한수영
'멸살법(멸망한 세계에서 살아남는 세 가지 방법)'을 표절해 플랫폼 1위를 찍었던 소설 작가. (처음에는 그렇게 생각될 수 있지만 모두 보면 다른 사실을 알 수 있다. 멸살법의 작가는 1863회차의 한수영이다.) 김독자 다음으로 미래를 가장 많이 아는 사람이다. 김독자와 많이 투닥거리지만, 나쁜 사람만은 아니다.
스포 주의) 한수영은 tls123이다.

### 이현성
'멸살법(멸망한 세계에서 살아남는 세 가지 방법)'의 조연. 배후성은 강철의 주인이다. 강철검제라는 수식언을 가지고 있다.

### 이길영
김독자가 유료화가 시작된 지하철에서 만난 아이다. 김독자에게 과하게 의지한다. 스킬 [다중교감]을 이용해 충왕종들을 조종할 수 있으며 충왕(蟲王)으로 불린다.

### 정희원
'멸살법(멸망한 세계에서 살아남는 세 가지 방법)'에서는 등장하지 않은 인물이다. 그러나 독자의 도움으로 살아남고, '악마같은 불의 심판자(우리엘)'라는 배후성을 얻는다. 강직하고 불의를 못 참는 성격이다. 

### 이지혜
첫 시나리오에서 친했던 친구를 죽이고 살아남았다. 그 일이 트라우마로 남아 이후 어려움을 겪는다. 배후성은 '해상전신(충무공 이순신)'이다.

## 미디어 믹스

### 영화
‘신과 함께’를 제작한 영화사 리얼라이즈픽쳐스와 극장용 장편 영화 5편 제작에 대한 판권 계약을 맺었다.

### 웹툰
2020년 5월 26일, 네이버에서 런칭되었다.

### 애니메이션
크런치롤 과 애니플렉스의 합작으로 TV 애니메이션 제작이 결정되었다.